# Véronique Carrot

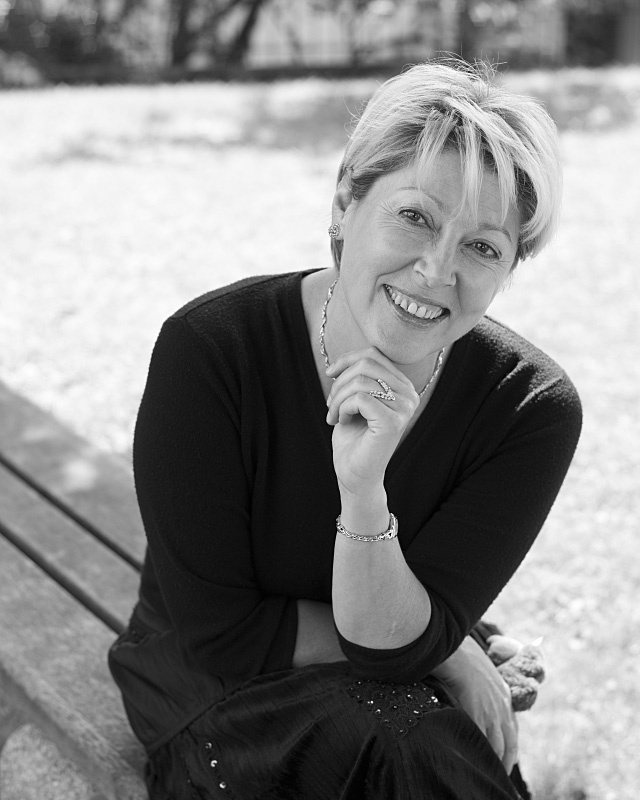
Véronique Carrot (2006)

Véronique Carrot (* 8. März 1958 in Forbach) ist Musikerin, Cembalistin und Chorleiterin im Kanton Waadt.

## Biographie
Véronique Carrot wuchs im Departement Moselle auf. Ihre Eltern leiten Chöre; ihr Vater gründete die Psalette de Lorraine. Ihre Familie nahm an der Lancierung der Bewegung À Cœur Joie, einer breiten Chorbewegung, teil, welche die junge Musikerin prägte. Sie begann das Musikstudium in Frankreich und setzte es 1975 am 1915 von Émile Jaques-Dalcroze gegründeten Institut Jaques-Dalcroze in Genf fort.
Ebenfalls im Jahr 1975 lernte sie Christiane Jaccottet kennen, bei der sie Cembalo studierte. Gleichzeitig bildete sie sich am Konservatorium Genf bei Michel Corboz zur Chorleiterin aus. Ihre Cembalo-Ausbildung setzte sie fort bei Scott Ross in Québec und erlangt ihre Virtuosität in der Klasse von Christiane Jaccottet. Nach ihren verschiedenen Studien übernahm sie in Lausanne als Nachfolgering von Michel Corboz die Leitung des Chœur de la Cité.
Als Cembalistin führt Véronique Carrot verschiedene discografische und szenische Produktionen weiter wie Orfeo von Monteverdi in Lyon, Aix und Genf oder Matrimonio segreto von Cimarosa. Sie tritt als Solistin mit grossen Orchestern auf, so mit dem Orchestre de la Suisse Romande, dem Orchestre de Chambre de Lausanne oder dem Chamber Orchestra of Europe.
Ebenfalls aktiv ist sie mit Kammermusik, wo sie zur Begleitung von Sängern oder in Trios oder Quartetten spielt. Nebst dem Chœur de la Cité, den sie bis 2006 leitete, übernahm sie ab 1995 die Leitung weiterer Chöre: der Opéra de Lausanne,  des Orchestre des Rencontres musicales, des Orchestre de Chambre de Lausanne und des Orchestre de la Suisse Romande. Ab 1986 dirigierte sie den Chor des Conservatoire de Lausanne. Immer spielt sie Cembalo und leitet gleichzeitig Chöre.
2007 übernahm Véronique Carrot die Leitung des Chors des Konservatoriums Genf. 2011 unterrichtete sie weiterhin Musiklehre an der Musikhochschule Genf sowie Kammermusik an der Musikhochschule in Lausanne.